# دير الحبش (القدس)
دير الحَبَش دير أثري للأحباش الأرثوذكس يقع داخل أسوار البلدة القديمة لمدينة القدس، في حارة النصارى، حيث يلاصق كنيسة القيامة، فوق مغارة الحليب. وهو آخر ما تبقى لطائفة الأحباش الأرثوذكس في البلدة القديمة، ويعتبر الأقباط أنه جزء من دير السلطان الذي تعود ملكيته لهم.